# Scandinavian Cup 1982
Der Scandinavian Cup 1982 (auch Scandinavian Masters genannt) fand vom 28. bis zum 31. Oktober 1982 in Kopenhagen statt. Es war die zweite Auflage dieses Badmintonturniers.

## Medaillengewinner
| Disziplin    | Gold                             | Silber                          | Bronze                         |
| ------------ | -------------------------------- | ------------------------------- | ------------------------------ |
| Herreneinzel | Morten Frost                     | Prakash Padukone                | Kinji Zeniya                   |
| Herreneinzel | Morten Frost                     | Prakash Padukone                | Stefan Karlsson                |
| Dameneinzel  | Qian Ping                        | Sumiko Kitada                   | Lene Køppen                    |
| Dameneinzel  | Qian Ping                        | Sumiko Kitada                   | Jane Webster                   |
| Herrendoppel | Stefan Karlsson Thomas Kihlström | Jesper Helledie Steen Skovgaard | Bobby Ertanto Hadibowo         |
| Herrendoppel | Stefan Karlsson Thomas Kihlström | Jesper Helledie Steen Skovgaard | Martin Dew Mike Tredgett       |
| Damendoppel  | Nora Perry Jane Webster          | Yoshiko Yonekura Atsuko Tokuda  | Qian Ping Gu Jiaming           |
| Damendoppel  | Nora Perry Jane Webster          | Yoshiko Yonekura Atsuko Tokuda  | Kimiko Jinnai Sumiko Kitada    |
| Mixed        | Thomas Kihlström Nora Perry      | Steen Fladberg Pia Nielsen      | Steen Skovgaard Nettie Nielsen |
| Mixed        | Thomas Kihlström Nora Perry      | Steen Fladberg Pia Nielsen      | Jesper Helledie Dorte Kjær     |

## Finalresultate
| Disziplin    | Sieger                           | Finalist                        | Ergebnis            |
| ------------ | -------------------------------- | ------------------------------- | ------------------- |
| Herreneinzel | Morten Frost                     | Prakash Padukone                | 15:3, 15:4          |
| Dameneinzel  | Qian Ping                        | Sumiko Kitada                   | 11:2, 11:8          |
| Herrendoppel | Stefan Karlsson Thomas Kihlström | Jesper Helledie Steen Skovgaard | 15:13, 13:15, 15:10 |
| Damendoppel  | Nora Perry Jane Webster          | Yoshiko Yonekura Atsuko Tokuda  | 11:15, 15:9, 15:4   |
| Mixed        | Thomas Kihlström Nora Perry      | Steen Fladberg Pia Nielsen      | 18:15, 15:12        |